# Gifted (singolo)
Gifted è un singolo del rapper statunitense Cordae, pubblicato il 27 agosto 2020.
Il brano vede la partecipazione del rapper statunitense Roddy Ricch.

## Video musicale
Il video musicale, diretto da Cole Bennett, è stato reso disponibile il 27 agosto 2020 in concomitanza con l'uscita del brano.

## Tracce
Testi e musiche di Cordae Dunston, Anthony Clemons Jr., Daniel Hackett, Ray Keys, Rodrick Moore, Tarron Crayton e Uforo Ebong.
1. Gifted (feat. Roddy Ricch) – 2:48

## Formazione
Musicisti
- Cordae – voce
- Roddy Ricch – voce aggiuntiva

Produzione
- Bongo ByTheWay – produzione
- Cordae – produzione
- Daytrip – produzione aggiuntiva
- Russ Chell – produzione aggiuntiva
- Tarron Crayton – produzione aggiuntiva
- Kid Culture – co-produzione
- Ray Keys – co-produzione
- Brendan "Bren" Ferry – ingegneria del suono
- Mike Dean – mastering, missaggio
- Derek "MixedByAli" Ali – missaggio
- Chris Dennis – registrazione

## Classifiche
| Classifica (2020) | Posizione massima |
| ----------------- | ----------------- |
| Canada            | 84                |
| Stati Uniti       | 101               |